# Simulium kamtshaticum
Simulium kamtshaticum är en tvåvingeart som beskrevs av Rubtsov 1940. Simulium kamtshaticum ingår i släktet Simulium och familjen knott. Inga underarter finns listade i Catalogue of Life.